# Premiile Guldbagge
Premiile Guldbagge (în suedeză Guldbaggen) este o ceremonie oficială și anuală de decernare a premiilor cinematografice care onorează realizările din industria filmului suedez. Câștigătorii primesc o statuetă care înfățișează un gândac de trandafir, mai cunoscut sub numele de Guldbaggen. Premiile, prezentate pentru prima dată în 1964 la Grand Hôtel⁠(d) din Stockholm, sunt supravegheate de Institutul Suedez de Film. Evenimentul este descris ca echivalentul suedez al Premiilor Oscar.
Ceremonia de premiere a fost televizată pentru prima dată în 1981 de SVT2⁠(d) și de atunci a fost difuzată, aproape în fiecare an, pe SVT1⁠(d), SVT2 sau TV4.

## Istorie

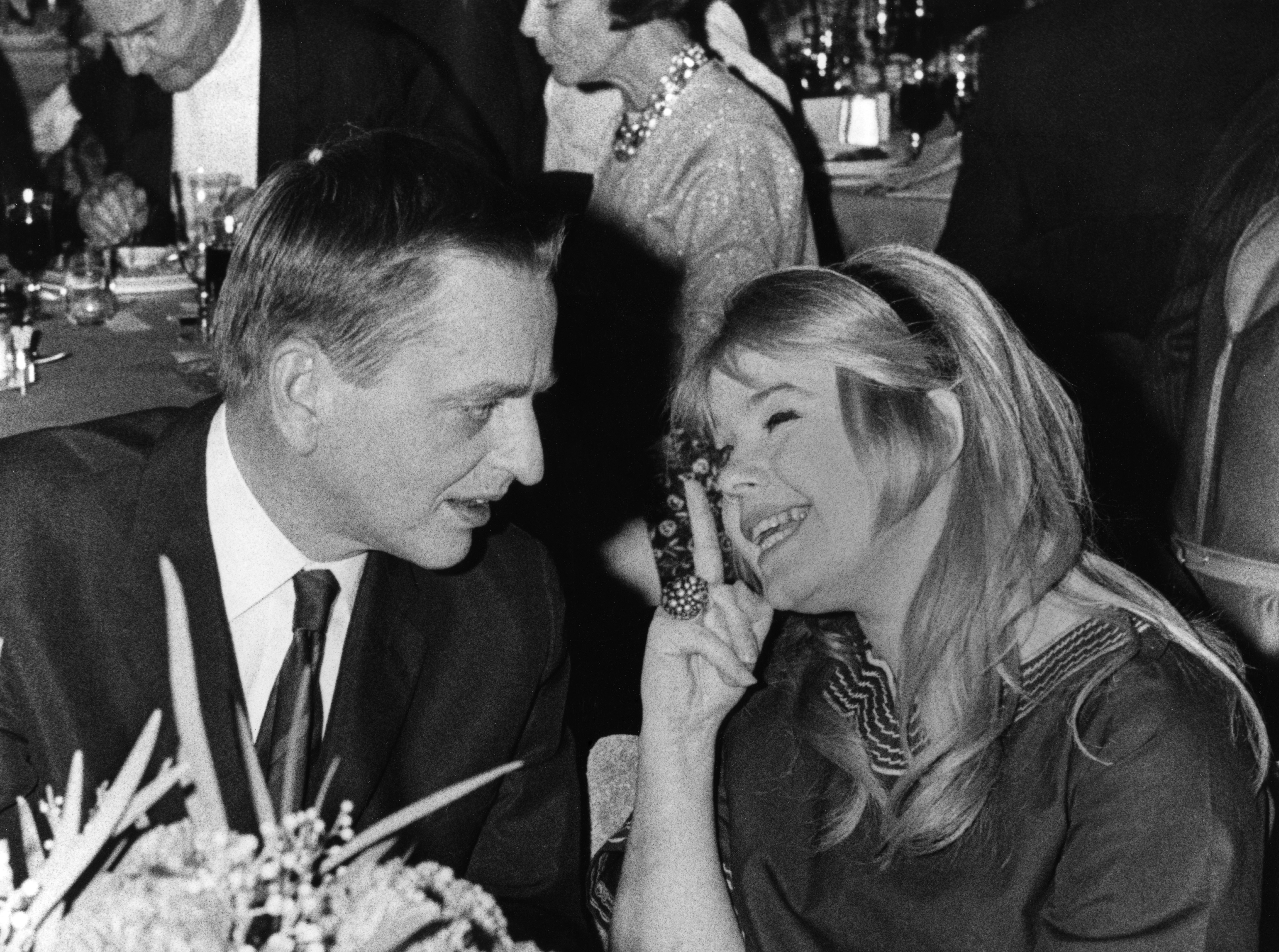
Olof Palme într-o conversație cu, care a primit unul dintre cele trei premii care au fost distribuite la a 5-a ediție a Premiilor Guldbagge.

Prima ediție a Premiilor Guldbagge a avut loc la 25 septembrie 1964, la o petrecere privată la Grand Hôtel din Stockholm. S-a acordat patru premii, onorând regizorii, actorii, actrițele și alte personalități ale industriei cinematografice ale vremii pentru lucrările lor în perioada 1963-1964. Categoriile originale au fost: cel mai bun film, cel mai bun regizor, cel mai bun actor și cea mai bună actriță.
Primul cel mai bun actor a fost Keve Hjelm⁠(d), pentru interpretarea sa din Cartierul corbului. Prima cea mai bună actriță a fost Ingrid Thulin⁠(d), pentru interpretarea din Tăcerea. Primul cel mai bun regizor a fost Ingmar Bergman, pentru munca sa la filmul Tăcerea, care a câștigat și primul premiu pentru cel mai bun film.
O lungă perioadă, Premiile Guldbagge au fost considerate o exclusivitate rafinată și a durat cincisprezece ani până când cineva a reușit să câștige un premiu a doua oară, anume Keve Hjelm care a primit un premiu special pentru interpretarea sa în serialul de televiziune God natt, jord.
La primele nouăsprezece ceremonii, perioada de eligibilitate a durat doi ani calendaristici. De exemplu, al doilea premiu Guldbagge, prezentat la 15 octombrie 1965, a onorat filme care au fost lansate între iulie 1964 și iunie 1965. Începând cu cea de-a 20-a ediție a premiilor Guldbagge, organizată în 1985, perioada de eligibilitate a devenit anul calendaristic anterior complet, de la 1 ianuarie până la 31 decembrie. Premiile prezentate la acea ceremonie au vizat 18 luni de producție de film, ca urmare a trecerii de la anul calendaristic întrerupt la anul calendaristic standard în cursul anului 1984. Din cauza unui an cinematografic mediocru, în 1971 nu a avut loc nicio ceremonie de decernare a premiilor și doar categoria pentru cel mai bun film a fost premiată în acel an. Din acel an, au fost organizate ceremonii anuale.
Înainte de 1991, nu s-au anunțat nominalizări, ci doar câștigători. După 1991, Institutul Suedez de Film (ISF) a introdus sistemul de trei nominalizări în toate categoriile. 
În 2016, următoarele categorii au avut patru nominalizări: cel mai bun regizor, cel mai bun scenariu, cea mai bună actriță, cel mai bun actor, actriță în rol secundar și actor în rol secundar, în timp ce categoria cel mai bun film a fost extinsă la cinci nominalizări.

## Premiu

### Design

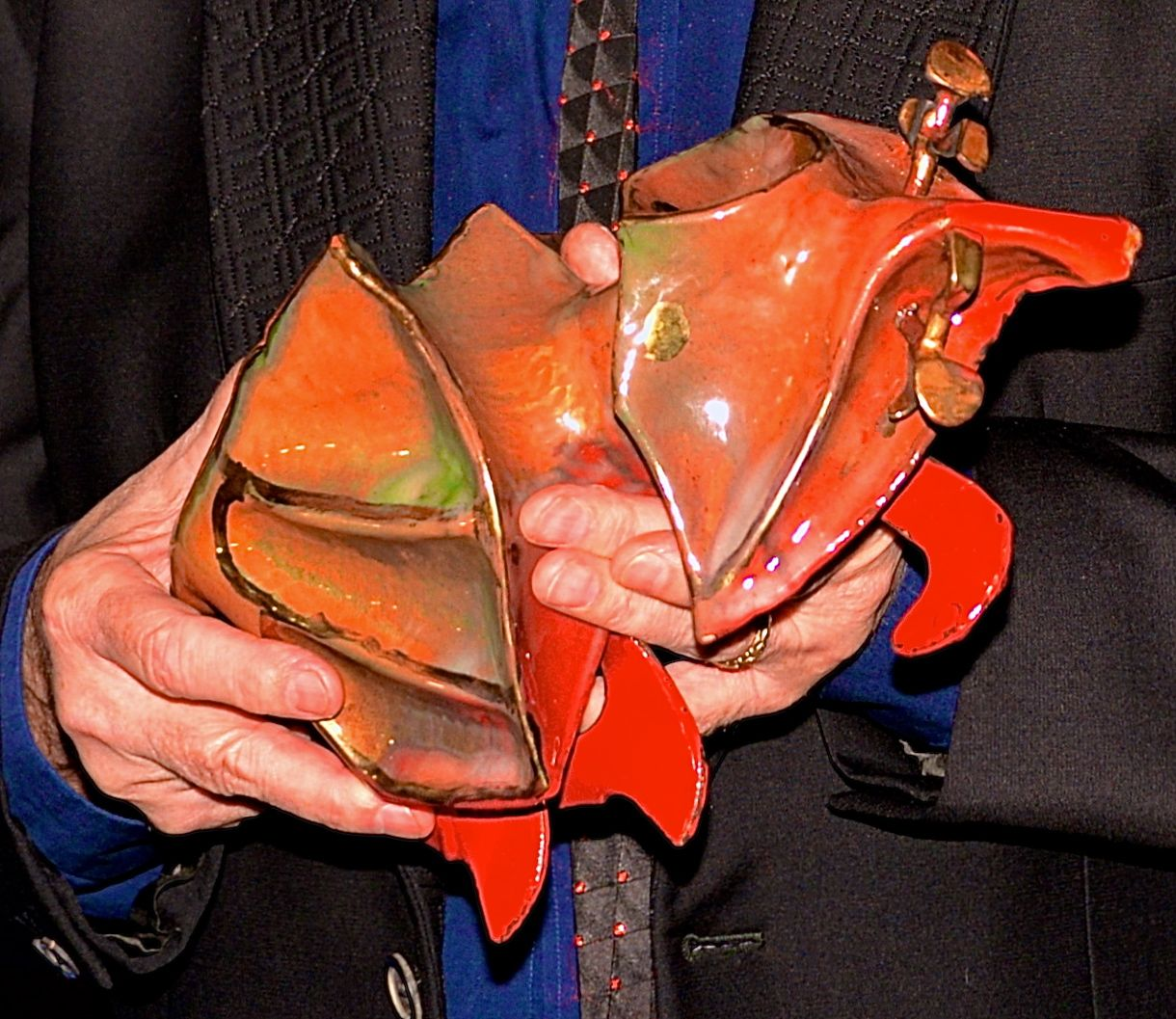
Un Guldbagge de la cea de-a 48-a ceremonie a premiilor Guldbagge, 21 ianuarie 2013.

Premiul în sine, o statuetă în formă de gândac, este din cupru emailat și aurit și cântărește aproximativ 1,2 kg.
A fost proiectat de artistul Karl Axel Pehrson, care a câștigat un concurs de design organizat la inițiativa CEO-ului ISF la acea vreme, Harry Schein⁠(d). Nu se știe ce alți artiști, alături de Pehrson, au fost în acest concurs.
Pe partea inferioară a statuetei este inscripție cu numele câștigătorului premiului și categoria în cauză. Următorul text este gravat sub abdomenul fiecărui gândac: "Guldbaggen: comic, tragic, bizar, remarcabil - ca lumea bogată în contrast a filmului. Zborul său strălucitor - pelicula care rulează". Toți gândacii sunt lucrări de artă asemănătoare și totuși diferiți și unici.

### Etimologie
Guldbagge este numele suedez al gândacului-de-trandafir Cetonia aurata. Karl Axel Pehrson a oferit următoarea descriere a motivului pentru care a ales un gândac de trandafir ca inspirație atunci când a proiectat premiul: „îi place să zboare în soarele de vară. Strălucește ca o peliculă de film în timp ce zboară, comportamentul și modul său de viață pot fi asemănate cu cel al filmului”.

## Nominalizări

### Comitetul de nominalizări
Ce filme și cine ar trebui nominalizat la diferitele categorii de premii Guldbagge sunt stabilite de un comitet de nominalizări. Are 45 de membri care nominalizează câte trei candidați la fiecare categorie, cu excepția celui mai bun film străin, cel mai bun scurtmetraj și cel mai bun documentar, care au grupuri speciale de nominalizare.
Membrii comitetului sunt activi în industria cinematografică suedeză și sunt numiți de organizațiile sau instituțiile respective, așa cum este stabilit de consiliul de administrație al Institutului Suedez de Film.
Se presupune că membrii numiți au experiență solidă în domeniu. La numirea membrilor se urmărește paritatea de gen și vârstă. Membrii juriului vor respecta secretul profesional cu privire la participarea lor la juriu. La descalificare, membrul juriului poate fi înlocuit.
Consiliul de administrație al Institutului Suedez de Film numește președintele, care conduce lucrările. Membrii comitetului de nominalizări trebuie să vizioneze obligatoriu toate filmele suedeze care au avut premiera la cinema anul trecut. Procesul se repetă până când rămân doar trei candidați.

#### Votul
Membrii comisiei au câte un vot la fiecare categorie, în care își indică prima, a doua și, respectiv, a treia alegere. Voturile sunt apoi distribuite după prima alegere, iar alegerile cu cele mai puține voturi sunt eliminate. Aceste voturi sunt distribuite ulterior candidaților rămași, la a doua alegere. Apoi procesul se reia de la capăt și voturile sunt numărate din nou, iar candidatul cu cele mai puține voturi este eliminat.
Dacă a doua alegere a fost eliminată deja, atunci o a treia alegere este luată în considerare. Dacă chiar și această alegere a căzut, votul este eliminat complet. În final, rămân doar trei candidați nominalizați la ceremonia de premiere.

### Juriul câștigătorilor
După ce procesul de nominalizare este finalizat și prezentat, de obicei la începutul lunii ianuarie, un juriu al câștigătorilor preia conducerea. Prin discuții deschise, juriul câștigător desemnează câștigătorul dintre cei trei nominalizați la toate categoriile, cu excepția categoriei Efort deosebit, care este desemnată de juriu fără nominalizare prealabilă. Premiul pentru întreaga viață este desemnat de consiliul de administrație al Institutului Suedez de Film.
Anunțarea câștigătorilor are loc în timpul ceremoniei de premiere, mai târziu în luna ianuarie.
Juriul este format din 9 membri, inclusiv președintele.
Consiliul de Administrație numește președintele juriului, care apoi împreună cu o echipă de la Institutul Suedez de Film îi sugerează pe ceilalți opt membri.
Președintele nu are drept de vot și conduce lucrările juriului. Cu toate acestea, are dreptul la un vot decisiv în ședința de decizie a juriului, dacă există o repartizare uniformă a voturilor.
Membrii juriului trebuie să aibă experiență solidă în cinematografie, iar unul dintre ei trebuie să provină dintr-o altă țară nordică. Membrii juriului vor respecta secretul profesional cu privire la munca lor în juriu. Pentru a asigura atât reînnoirea, cât și continuitatea, un membru poate participa în juriu maximum patru ani.

## Categorii

### Categorii curente
Premiul este acordat la următoarele categorii:
- cel mai bun film: din 1964
- cel mai bun regizor: din 1964
- cel mai bun scenariu: din 1989
- cea mai bună imagine: din 1989
- cea mai bună actriță: din 1964
- cel mai bun actor: din 1964
- cea mai bună actriță în rol secundar: din 1996
- cel mai bun actor în rol secundar: din 1996
- cel mai bun montaj: din 2012
- cele mai bune costume: din 2012
- cel mai bun sunet: din 2012
- cel mai bun machiaj: din 2012
- cea mai bună coloană sonoră: din 2012
- cea mai bună regie artistică: din 2012
- cele mai bune efecte vizuale: din 2012
- cel mai bun film străin: din 1988. (În care țara de producție, nu limba filmului, este ceea ce face filmul un potențial nominalizat)
- cel mai bun scurt metraj: din 1996
- cel mai bun film documentar: din 2001

### Categorii întrerupte
Următoarea listă arată premiile anterioare care au fost întrerupte:
- Premiul pentru realizare specială: 1964-1987
- Premiul pentru realizări creative: 1988-1999
- Cea mai bună realizare în domeniile profesionale de montaj de film, scenografie, costum, machiaj, efecte speciale și animație: 2000-2006
- Cea mai bună realizare în domeniile profesionale ale tehnologiei sunetului, mixaj și compoziție de partituri: 2000-2006
- Cea mai bună realizare (trei premii) pentru realizări în domenii profesionale care nu au propriul premiu Guldbagge: 2007-2010

## Categorii speciale și conexe

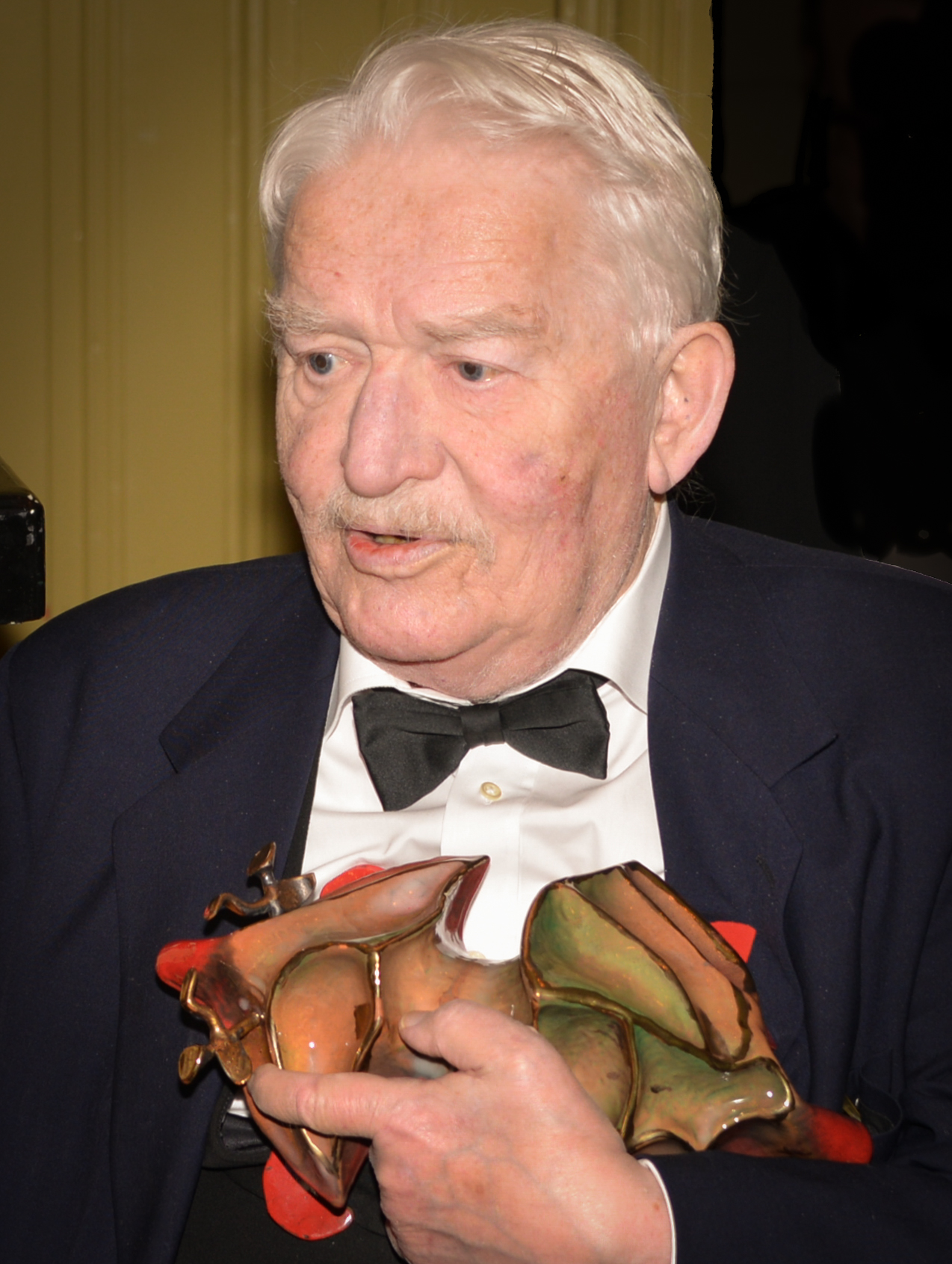
Hans Alfredson a primit premiul pentru întreaga viață la cea de-a 48-a ediție a Premiilor Guldbagge.

Premiile sunt votate de comisii speciale, altele în afară de Comitetul de nominalizări sau de juriul câștigătorilor. Unele dintre aceste categorii au propriile lor statuete sau premii.

### Categorii curente
- Premiul de onoare: din 2001[13]
- The Gullspira: din 2006 (Pentru o persoană care a adus o contribuție specială la filmele pentru copii.)[13]
- Premiul publicului: 2007 până în 2011; din 2013 (Premiul cinefililor pentru cel mai bun film suedez de anul trecut.)[13]

### Categorii întrerupte
- Premiul Ingmar Bergman: din 1978 până în 2007 (A fost destinat în primul rând ca să onoreze realizările din filmul suedez care nu au fost altfel luate în considerare atunci când au fost înmânate premiile Guldbagge.)[13]

## Critică
La începutul anului 2005, au existat unele critici, deoarece doar trei dintre cele 33 de lungmetraje suedeze care au avut premiera în 2004 au avut nominalizări la șapte categorii principale (film, regie, actor, actriță, actor secundar, actriță în rol secundar, scenariu) și s-a dezvăluit public că unii dintre membrii juriului nu au văzut toate cele 33 de filme.